# Place des Combattants-en-Afrique-du-Nord
La place des Combattants-en-Afrique-du-Nord est une voie de Paris située dans le 12e arrondissement, et plus précisément dans le quartier administratif des Quinze-Vingts.

## Situation et accès
Cette place se réduit en fait à un simple espace protégé pour piétons (un trottoir en somme) de forme triangulaire séparant en deux voies la rue de Lyon à son débouché sur le boulevard Diderot. Un espace plus significatif existait devant la gare de Lyon, mais il avait reçu officiellement le nom de place Louis-Armand dès 1981.

## Origine du nom

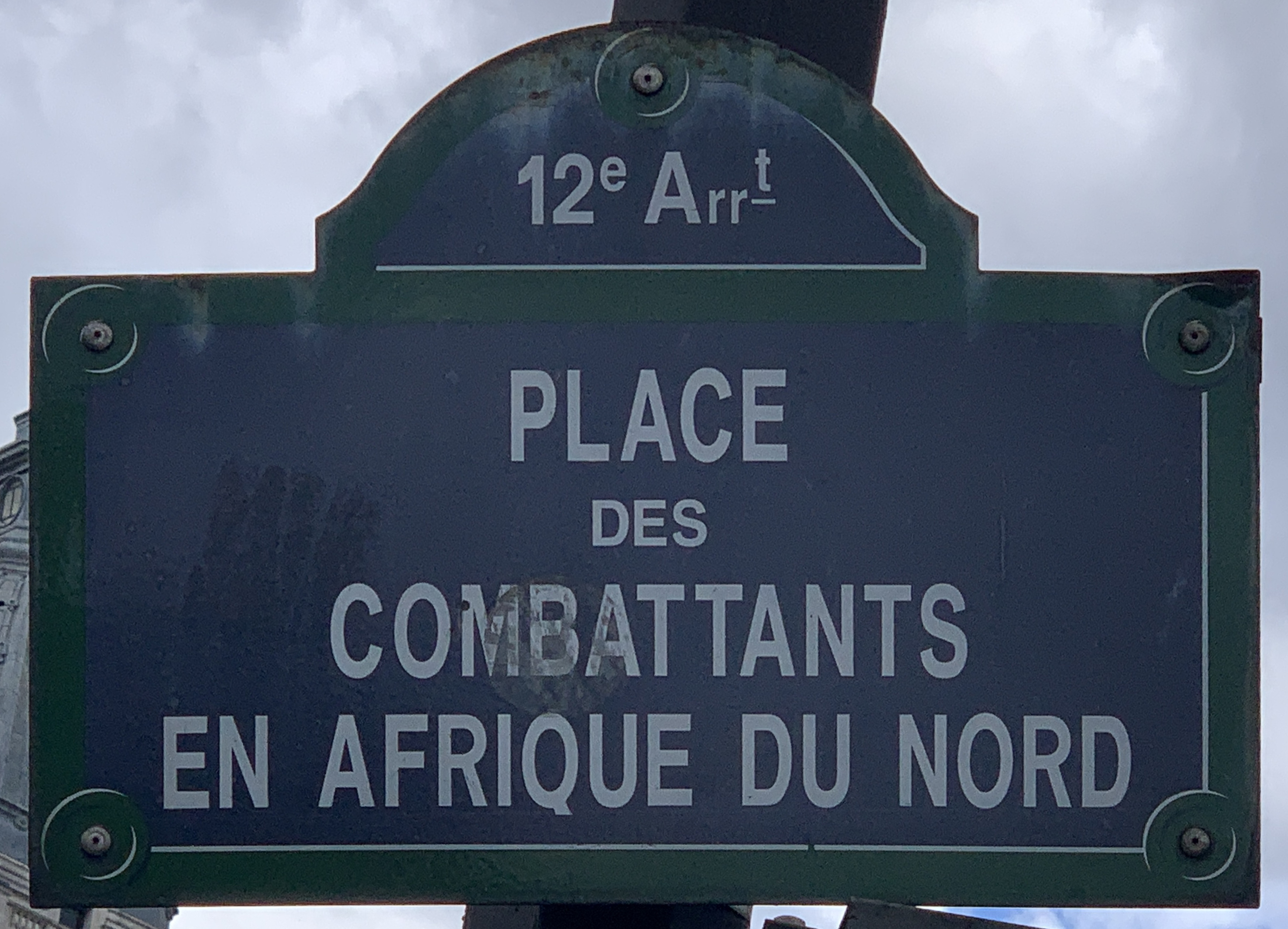
Plaque de la place.

Elle porte ce nom en souvenir des soldats français qui furent appelés à combattre en Afrique du Nord.
Située face à la gare de Lyon, le nom de cette place rappelle que de nombreux combattants de l’armée française prirent le train dans cette gare pour rejoindre les ports de la Méditerranée (Marseille…) et s’embarquer vers l’Afrique du Nord durant la guerre d’Algérie (1954-1962) et les événements qui précédèrent et suivirent les indépendances (acquises en 1956) du Maroc et de la Tunisie.

## Historique
La place est créée et prend sa dénomination actuelle le 26 novembre 1984, Jacques Chirac étant maire de Paris.
Le nom de cette place a été conservé mais on a donné plus tard (Bertrand Delanoë étant maire de Paris) le nom de « place du Dix-Neuf-Mars-1962 » à un carrefour situé à 250 m, au nord-est, sur l'avenue Daumesnil.

Cet odonyme n’a pas eu l’heur de plaire à Alfred Fierro : 

« Le Conseil de Paris abuse de noms interminables attribués à des lieux improbables […]. On trouve aussi en 1984 une ridicule place du Bataillon-Français-de-l'ONU-en-Corée correspondant à un parterre de fleurs et une tout aussi ridicule place des Combattants-en-Afrique-du-Nord à la croisée du boulevard Diderot et de la rue de Lyon. Heureusement, ces lieux ne correspondent pas à une adresse postale, car leur intitulé aurait de la peine à tenir sur une enveloppe. »